# جوزيف جاكوبسن
جوزيف جاكوبسن (بالإنجليزية: Joseph Jacobsen)‏ هو متزلج فني أمريكي، ولد في 9 فبراير 1987 في آناهايم في الولايات المتحدة.

## وصلات خارجية
- جوزيف جاكوبسن على موقع الاتحاد الدولي للتزلج (الإنجليزية)
- جوزيف جاكوبسن على موقع الاتحاد الدولي للتزلج (الإنجليزية)